# وو ژوژیان
وو ژوژیان (انگلیسی: Wu Xueqian)؛ (زادهٔ ۱۹ دسامبر ۱۹۲۱ – درگذشتهٔ ۴ آوریل ۲۰۰۸) سیاست‌مدار و دیپلمات اهل چین بود. وی از ۱۹ نوامبر ۱۹۸۲ تا ۱۲ آوریل ۱۹۸۸ عهده‌دار سمت وزیر امور خارجه چین بود.
وو ژوژیان در ۴ آوریل ۲۰۰۸، در سن ۸۶ سالگی در پکن درگذشت.